# British Academy Film Awards 1968
Die 21. Verleihung der British Academy Film Awards zeichnete die besten Filme von 1967 aus. Die Filmpreise wurden von der British Academy of Film and Television Arts (BAFTA) verliehen.
| Film                              | N | A |
| --------------------------------- | - | - |
| Ein Mann zu jeder Jahreszeit      | 7 | 7 |
| Anruf für einen Toten             | 5 | 0 |
| Accident – Zwischenfall in Oxford | 4 | 0 |
| Bonnie und Clyde                  | 4 | 2 |
| In der Hitze der Nacht            | 4 | 2 |
| Blow Up                           | 3 | 0 |
| Ulysses                           | 3 | 0 |
| Flüsternde Wände                  | 2 | 2 |
| Die Herrin von Thornhill          | 2 | 0 |
| Mademoiselle                      | 2 | 1 |
| Ein Mann und eine Frau            | 2 | 1 |
| Nur eine Frau an Bord             | 2 | 0 |
| Der Widerspenstigen Zähmung       | 2 | 0 |

## Preisträger und Nominierungen

### Bester Film
Ein Mann zu jeder Jahreszeit (A Man For All Seasons) – Regie: Fred Zinnemann
Bonnie und Clyde (Bonnie and Clyde) – Regie: Arthur Penn
In der Hitze der Nacht (In the Heat of the Night) – Regie: Norman Jewison
Ein Mann und eine Frau (Un homme et une femme) – Regie: Claude Lelouch

### Beste britischer Film
Ein Mann zu jeder Jahreszeit (A Man For All Seasons) – Regie: Fred Zinnemann
Accident – Zwischenfall in Oxford (Accident) – Regie: Joseph Losey
Anruf für einen Toten (The Deadly Affair) – Regie: John Boulting
Blow Up – Regie: Michelangelo Antonioni

### United Nations Award
In der Hitze der Nacht (In the Heat of the Night) – Regie: Norman Jewison
Das 1. Evangelium – Matthäus (Il vangelo secondo Matteo) – Regie: Pier Paolo Pasolini

### Bester ausländischer Darsteller
Rod Steiger – In der Hitze der Nacht (In the Heat of the Night)
Warren Beatty – Bonnie und Clyde (Bonnie and Clyde)
Sidney Poitier – In der Hitze der Nacht (In the Heat of the Night)
Orson Welles – Falstaff (Campanadas a medianoche)

### Beste ausländische Darstellerin
Anouk Aimée – Ein Mann und eine Frau (Un homme et une femme)
Bibi Andersson – Persona und Syskonbädd 1782 (Geschwisterbett) (Syskonbädd 1782)
Jane Fonda – Barfuß im Park (Barefoot in the Park)
Kim Stanley – Anruf für einen Toten (The Deadly Affair)

### Bester britischer Darsteller
Paul Scofield – Ein Mann zu jeder Jahreszeit (A Man For All Seasons)
Dirk Bogarde – Accident – Zwischenfall in Oxford (Accident) und Jede Nacht um neun (Our Mother’s House)
Richard Burton – Der Widerspenstigen Zähmung (The Taming of the Shrew)
James Mason – Anruf für einen Toten (The Deadly Affair)

### Beste britische Darstellerin
Edith Evans – Flüsternde Wände (The Whisperers)
Barbara Jefford – Ulysses
Elizabeth Taylor – Der Widerspenstigen Zähmung (The Taming of the Shrew)

### Bester/beste Nachwuchsdarsteller/-in
Faye Dunaway – Bonnie und Clyde (Bonnie and Clyde) und Morgen ist ein neuer Tag (Hurry Sundown)
Peter Kastner – Big Boy, jetzt wirst Du ein Mann! (You’re a Big Boy Now)
Milo O’Shea – Ulysses
Michael J. Pollard – Bonnie und Clyde (Bonnie and Clyde)

### Bestes britisches Drehbuch
Robert Bolt – Ein Mann zu jeder Jahreszeit (A Man For All Seasons)
Paul Dehn – Anruf für einen Toten (The Deadly Affair)
Harold Pinter – Accident – Zwischenfall in Oxford (Accident)
Frederic Raphael – Zwei auf gleichem Weg (Two for the Road)

### Beste Kamera (Schwarzweißfilm)
Gerry Turpin – Flüsternde Wände (The Whisperers)
Raoul Coutard – Nur eine Frau an Bord (The Sailor from Gibraltar)
Wolfgang Suschitzky – Ulysses
David Watkin – Mademoiselle

### Beste Kamera (Farbfilm)
Ted Moore – Ein Mann zu jeder Jahreszeit (A Man For All Seasons)
Carlo Di Palma – Blow Up
Nicolas Roeg – Die Herrin von Thornhill (Far from the Madding Crowd)
Freddie Young – Anruf für einen Toten (The Deadly Affair)

### Bester Schnitt
1968 nicht vergeben

### Bestes Szenenbild (Farbfilm)
John Box – Ein Mann zu jeder Jahreszeit (A Man For All Seasons) 
Ken Adam – James Bond 007 – Man lebt nur zweimal (You Only Live Twice)
Carmen Dillon – Accident – Zwischenfall in Oxford (Accident)
Assheton Gorton – Blow Up

### Beste Kostüme (Schwarzweißfilm)
Jocelyn Rickards – Mademoiselle
Jocelyn Rickards – Nur eine Frau an Bord (The Sailor from Gibraltar)

### Beste Kostüme (Farbfilm)
Elizabeth Haffenden, Joan Bridge – Ein Mann zu jeder Jahreszeit (A Man For All Seasons) 
Alan Barrett – Die Herrin von Thornhill (Far from the Madding Crowd)
Elizabeth Haffenden, Joan Bridge – Half a Sixpence
Julie Harris – Casino Royale

### Bester Kurzfilm
Indus Waters – Regie: Derek Williams
Mafia No! – Regie: John Irvin
Opus – Regie: Don Levy
Rail – Regie: Geoffrey Jones

### Bester Dokumentarfilm
Sterben für Madrid (Mourir à Madrid) – Regie: Frédéric Rossif
Famine – Regie: Jack Gold
The Things I Cannot Change – Regie: Tanya Ballantyne

### Bester Animationsfilm
Notes on a Triangle – Regie: René Jodoin
Tidy Why – Regie: Bill Sewell
Toys – Regie: Grant Munro

### Bester spezialisierter Film
Energy and Matter – Regie: Robert Verrall
How the Motor Car Works – Regie: Derek Armstrong
Paint – Regie: Michael Heckford
Revolutions for All – Regie: Jeff Inman